# カンムリセイラン
カンムリセイラン（冠青鸞、Rheinardia ocellata）は、キジ目キジ科カンムリセイラン属に分類される鳥類。本種のみでカンムリセイラン属を構成する。ただしマレーシア亜種を別種（R. nigrescens）とする見解もある。

## 分布
- R. o. nigrescens　マレーカンムリセイラン

マレーシア（クランタン州南部、パハン州北部）
- R. o. ocellata

ベトナム中部、ラオス

## 形態
全長オス150-235cm、メス74-75cm。翼長オス35-40cm、メス32-35cm。頭頂から後方へ羽毛が伸長（冠羽）する。尾羽の数は12枚。頭部は灰褐色、顔は白い羽毛で被われる。後頸は赤褐色や白い羽毛が伸長する。胴体は褐色の羽毛で被われ、淡褐色の斑紋が入る。尾羽基部の上面を被う羽毛（上尾筒）や尾羽の色彩は淡灰色で、羽毛の外縁が灰褐色で白や褐色の斑点が点在する。翼の色彩は褐色で、淡褐色の斑紋が入る。
虹彩は褐色。嘴の色彩はピンク色。後肢に蹴爪がない。後肢の色彩は黒褐色で、ピンク色を帯びる個体もいる。卵は長径6.5cm、短径4.6cm。卵を覆う殻はピンク色を帯びた淡褐色で、褐色の斑点が入る。
オスは冠羽がより長い。尾羽は非常に長く、170cmに達する。メスは全身が暗色で、尾羽に暗色の横縞が入る。
- R. o. nigrescens　マレーカンムリセイラン

冠羽がより長い。

## 生態
基亜種は標高約1,900m、亜種マレーカンムリセイランは標高700-1,200mにある森林に生息する。
食性は動物食傾向の強い雑食で、主に昆虫を食べるが、陸棲の貝類、植物の芽、葉、果実、種子、コケ植物なども食べる。
繁殖形態は卵生。婚姻形態は一夫多妻。飼育下では地面に卵を産んだ例がある。2-7月に1回に2個の卵を産む。抱卵期間は25日。

## 人間との関係
鳳凰は本種がモデルになったとする説もある。
開発による生息地の破壊、羽毛目的の乱獲などにより生息数は激減している。亜種マレーカンムリセイランは生息地がタマン・ネガラ国立公園に指定されているため、国立公園内の生息数は安定していると考えられている。